# يوم الأسير الفلسطيني
يوم الأسير الفلسطيني هو يوم تضامني مع الأسرى الفلسطينيين في السجون والمعتقلات الإسرائيلية، ويوافق 17 نيسان/أبريل من كُل عام.
في عام 1974 أقر المجلس الوطني الفلسطيني باعتباره السلطة العليا لمنظمة التحرير الفلسطينية، خلال دورته العادية يوم السابع عشر من نيسان/أبريل، يومًا وطنيًا للوفاء للأسرى الفلسطينيين وتضحياتهم، باعتباره يوماً لشحذ الهمم وتوحيد الجهود، لنصرتهم ومساندتهم ودعم حقهم بالحرية، ولتكريمهم وللوقوف بجانبهم وبجانب ذويهم، وأيضاً بهدف إثبات الوفاء لشهداء الحركة الأسيرة. ومنذ ذلك التاريخ حتى اليوم يتم إحياء هذا اليوم من كل عام، حيثُ يحيه الشعب الفلسطيني في فلسطين والشتات سنويًا بوسائل وأشكال متعددة.
حسب إحصائية 2020 التي نَشرها نادي الأسير الفلسطيني وَالجهاز المركزي للإحصاء الفلسطيني وهيئة شؤون الأسرى والمحررين فإنَّ عدد الأسرى الفلسطينيين في السجون الإسرائيلية بلغَ حوالي 4400 أسير فلسطيني، من بينهم 40 أسيرة و170 طفلًا.

## قضية الأٍسرى
تعتبر قضية الأٍسرى من القضايا الأكثر حساسية عند الشعب الفلسطيني، وقرابة خمس الشعب الفلسطيني قد دخل السجون الإسرائيلية منذ بداية الاحتلال الإسرائيلي لفلسطين، حيث يقدر عدد عمليات الاعتقال ضد الفلسطينيين منذ عام 1967 حوالي 800 ألف عملية اعتقال، أي أكثر من 20% من أبناء الشعب الفلسطيني قد دخلوا السجون الإسرائيلية لفترات وطرق مختلفة.
خلال انتفاضة الأقصى التي اندلعت عام 2000، ووصل عدد حالات الاعتقال إلى أكثر من أربعين ألف عملية اعتقال لا زال أكثر من 6000 معتقل داخل السجون الإسرائيلية، موزعين على أكثر من 27 معتقلاً.

## التعذيب
تشير الإحصاءات إلى أن أكثر من 80% من الأسرى والمعتقلين الفلسطينيين تعرضوا للتعذيب خلال التحقيق على يد جنود المحققين الإسرائيليين، وهناك أشكال عدة للتعذيب بحق المعتقلين الفلسطينيين، مثل: الشبح ومنع النوم ونزع الملابس خلال الليل والضرب وحتى محاولات الاغتصاب، ذلك عدا عن التعذيب النفسي.

## الاعتقال الإداري
الاعتقال الإداري هو الاعتقال الذي يصدر من جهة ما بحق شخص ما دون توجيه تهمة معينة أو لائحة اتهام بحيث يكون بناء على ملفات سرية إستخبارية أو بسبب عدم وجود أو لنقص الأدلة ضد متهم ما، وقد برز هذا الاعتقال بشكل خاص في الأراضي الفلسطينية حيث مارسه الاحتلال الإسرائيلي ضد الفلسطينيين الذين لم يثبت ضدهم مخالفات معينة بحيث أنه إذا وجد ضابط المخابرات أنك تشكل خطراً على أمن المنطقة فيستطيع أن يحولك للاعتقال الإداري دون إبداء الأسباب.\

## جمعية نادي الأسير الفلسطيني
جَمعية نادي الأَسير الفِلسطيني وهيَ جمعية أهلية مَحلية إِنسانِية اجتِماعية شَعبية غير حُكومية مُستَقِلة تُعنى بِشؤون الأَسرى الفِلسطينيين وَالعَرب فِي السُجون وَالمُعتَقَلات الإِسرائِيلية ،وقد تَبلورت فِكرَتُها دَاخل السُجون الإِسرائِيلية مِن قبل الأَسرى أَنفسهم مِن مُنطلق الشُعور بِالحاجة إِلى مُؤسسة شَعبية تُشكل عِنواناً لِرعاية الأَسرى وَذويهم .وللجَمعية مَكاتب وَفُروع تَعمل في كافة المُحافظات الفِلسطينية باستثناء القُدس.